# Swoszowice (gromada)
Swoszowice – dawna gromada, czyli najmniejsza jednostka podziału terytorialnego Polskiej Rzeczypospolitej Ludowej w latach 1954–1972.
Gromady, z gromadzkimi radami narodowymi (GRN) jako organami władzy najniższego stopnia na wsi, funkcjonowały od reformy reorganizującej administrację wiejską przeprowadzonej jesienią 1954 do momentu ich zniesienia z dniem 1 stycznia 1973, tym samym wypierając organizację gminną w latach 1954–1972.
Gromadę Swoszowice z siedzibą GRN w Swoszowicach (obecnie w granicach Krakowa) utworzono – jako jedną z 8759 gromad na obszarze Polski – w powiecie krakowskim w woj. krakowskim, na mocy uchwały nr 22/IV/54 WRN w Krakowie z dnia 6 października 1954. W skład jednostki weszły obszary dotychczasowych gromad Swoszowice, Opatkowice i Wróblowice ze zniesionej gminy Swoszowice w tymże powiecie. Dla gromady ustalono 27 członków gromadzkiej rady narodowej.
31 grudnia 1961 do gromady Swoszowice przyłączono wieś Lusina ze zniesionej gromady Libertów oraz wsie Zbydniowice i Wrząsowice ze zniesionej gromady Zbydniowice.
Gromada przetrwała do końca 1972 roku, czyli do kolejnej reformy gminnej.
Większość jej obszaru włączono do Krakowa (Swoszowice, Opatkowice i Wróblowice oraz 70 ha Lusiny i 20 ha Zbydniowic). Główną część Lusiny włączono do gminy Mogilany, a Wrząsowice i większą część Zbydniowic do gminy Świątniki Górne (Zbydniowice włączono w całości do Krakowa 13 lat później, 1 stycznia 1986).